# Gunnar Wennerberg
Gunnar Wennerberg est un poète, compositeur et homme politique suédois né à Lidköping le 2 octobre 1817 et mort au château de Läckö le 24 août 1901.
La compositrice et organiste Sara Wennerberg-Reuter était sa nièce.